# My Way (musikalbum)
My Way är debutalbumet från den litauiska sångaren Amberlife som gavs ut 30 juli 2003. Albumet innehåller 10 låtar.

## Låtlista
1. Whisper – 3:37
2. Fly – 4:21
3. Till The End – 4:08
4. My Way – 4:07
5. I Love You So – 3:30
6. More Than Brightness – 3:37
7. Stayer – 4:04
8. Aren't We Still Young – 3:53
9. Just Minds – 3:42
10. Two – 3:40